# Skordisker

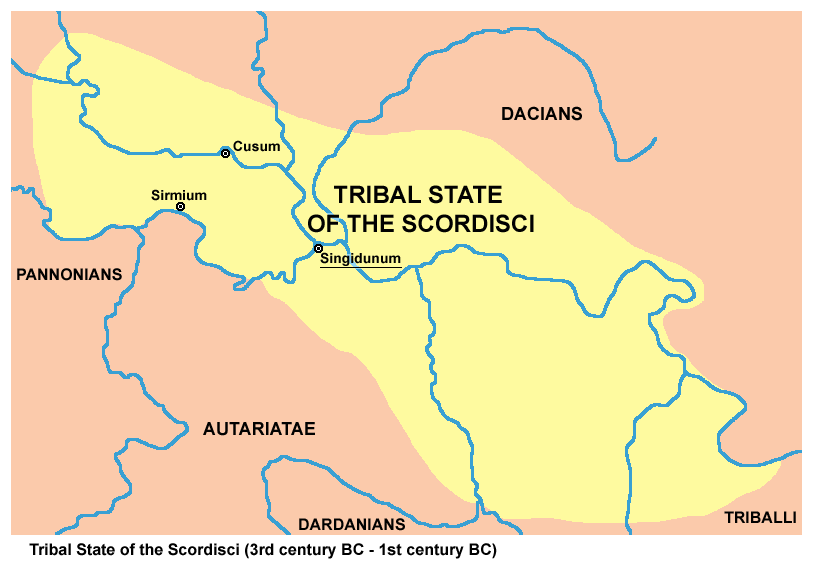
Skordiskernas stat.

Skordisker, på latin scordisci, var en keltisk stam, enligt vissa källor av thrakisk eller illyrisk härkomst. En annan teori är att skordiskerna skulle ha utgjort en stamsymbios av keltiska, illyriska och thrakiska kulturelement. De bebodde området i nuvarande norra Serbien, Ungern, östra Kroatien, nordöstra Bosnien och Hercegovina, samt delar av dagens Rumänien och Bulgarien. Skordiskerna etablerade sig i allra högsta grad mellan floderna Sava, Drava och Donau.
Antikens författare berättar, att skordiskerna var blodtörstiga och utförde människooffer.
De kom 179 f.Kr. i strid med romarna genom att bistå den makedoniske kungen Perseus, och stridigheterna fortsattes länge. M. Cosconius slog dem 135, Sextus Pompeius, måhända Cn. Pompeius Magnus' farfar, stupade i krig med dem 118. De besegrade 114 Caius Porcius Cato, men blev 107 slagna av Quintus Minucius Rufus. De vågade sig till och med på att plundra templet i Delfi, men Scipio Asiaticus slog dem fullständigt 88 f.Kr. och drev dem över Donau. Även från dessa trakter utdrevs de slutligen av dakerna. De omnämns ännu på kejsar Hadrianus' tid.